# Robert Smith
Robert James Smith (født 21. april 1959 i Blackpool, England) er forsanger og guitarist i det britiske rockband The Cure. Han er den eneste i bandet, der har været konstant medlem siden dannelsen i 1976. Robert Smith har i bandets tid truet med opløsning gentagende gange, bandet spiller dog stadig sammen den dag i dag, men har ikke udgivet nyt materiale siden 4:13 Dream fra 2008. Robert er bandets "overhoved", og er primært det medlem der opdaterer med nye meddelelser på The Cure's hjemmeside og facebook side.
Robert Smith er multiinstrumental, og han kan spille guitar, basguitar, fløjte, keyboard og violin.
Han er let genkendelig med sit sorte pjuskede hår og udtværede sminke. Et look han begyndte at føre tilbage i 1980, som efter sigende får ham til at føle sig mere afslappet på scenen, og som stadig den dag i dag bliver kopiret af fans af The Cure.
Robert Smith blev i 1988 gift med Mary Poole, som han mødte som 14-årig. De har ingen børn.